# Eulalio Gutiérrez
Eulalio Gutiérrez Ortiz, född den 2 februari 1881 i Santo Domingo, Coahuila, död 12 augusti 1939 i Saltillo, Coahuila, var en mexikansk politiker och revolutionär president 1914 till 1915.